# 10082 Bronson
10082 Bronson è un asteroide della fascia principale. Scoperto nel 1990, presenta un'orbita caratterizzata da un semiasse maggiore pari a 2,3598058 au e da un'eccentricità di 0,2424482, inclinata di 5,01632° rispetto all'eclittica.